# Партизанская бригада «Грюнвальд»
Партизанская бригада «Грюнвальд» (пол. Brygada PSzP „Grunwald”) — польское партизанское соединение, созданное в феврале 1944 года на базе ранее действовавшего польского партизанского отряда. Бригада действовала на территории западных областей Украины и в восточных воеводствах оккупированной Польши.

## История

### Партизанский отряд
В конце лета 1941 года в Маневичах возникла небольшая подпольная организация, руководителем которой являлся Юзеф Собесяк — бывший солдат польской армии, участник боевых действий в сентябре 1939 года, после окончания войны перешедший на советскую территорию и до начала Великой Отечественной войны работавший механиком, а затем — директором Ковельской МТС. В состав созданной им подпольной организации вошли коммунист Янек Вуйтович, Лясота Зигмунт, Фердинанд Козловский и ещё несколько местных жителей. Подпольщики сумели найти и отремонтировать радиоприемник, наладили выпуск листовок и сводок Совинформбюро, начали тайно собирать оружие и боеприпасы, остававшиеся на местах сражений.
Печатные листовки, которые изготавливали участники группы, распространялись не только в Маневичах, но и в Ковеле, Луцке, Рафаловке. В начале ноября 1941 года подпольная организация была раскрыта, а большинство активистов — арестованы полицией, 13 марта 1942 года был арестован и Собесяк. На предварительном допросе он не сознался и под конвоем семи полицейских был отправлен в ковельское гестапо. Во время перевозки, когда полицейские остановились перекусить, Собесяк сумел бежать и в течение месяца был вынужден скрываться.
Позднее, он сумел убить полицейского и вооружился трофейным автоматом. В начале 1942 года, вместе с несколькими знакомыми он организовал несколько нападений на одиночных полицейских.
В конце марта 1942 года Юзеф Собесяк («Макс») создал партизанский отряд, первыми в него вступили три жителя польской колонии Конинск, родственников которых ранее расстреляли гитлеровцы — за то, что они дали поесть выходившим из окружения бойцам РККА.
В апреле 1942 года отряд начал действовать в районе Ковеля (местом базирования отряда стал Маневичский лес). Первой крупной операцией стала засада 15 апреля 1942 года, когда четверо партизан уничтожили отряд из семи полицаев и захватили 2 автомата и 5 винтовок — после этого боя количество партизан увеличилось с семи до тринадцати человек (4 поляков и 9 украинцев), а местные полицейские «обеспокоились вопросом собственной безопасности». Несколько дней спустя партизаны уничтожили полицейский участок (здесь были убиты трое полицейских) и продовольственный пункт в селении Гулевичи. После этого к отряду присоединились ещё семь человек, бежавших из ковельской тюрьмы (которыми руководил житель села Маневичи Григорий Лукьянчук), и партизаны сумели разгромить полицейские участки в Трояновке, Черевахе, Новой Руде и Зайцевке.
В это время, в отряд вступили люди, в дальнейшем оказавшие значительную помощь в организации деятельности партизанского отряда:
- С. Е. Борисюк — бывший секретарь Маневичского райкома КПЗУ, имевший опыт конспиративной деятельности в довоенной Польше[9];
- Сильвестр Миткалик — красный партизан гражданской войны, щорсовец, имевший практический опыт ведения партизанских боевых действий[4][9];
- старшина С. Л. Ласовский и старший лейтенант РККА Авсарагов, занимавшиеся военным обучением партизан[9].

В своей деятельности, партизаны отряда Макса сотрудничали с другими советскими партизанскими отрядами и подпольными организациями: так, весной 1942 года партизан Хвищук из отряда Макса установил контракт с руководителем подпольной комсомольской организации села Билин, позднее были установлены контакты с партизанским отрядом Насекина.
В начале июня 1942 года отряд насчитывал 30 чел., в дальнейшем, к ним присоединилась группа из 13 «окруженцев» — военнослужащих РККА, оставшихся на оккупированной территории (её руководители, пограничники старший сержант Николай Бутко и сержант Николай Безрук стали инструкторами по боевой подготовке), и численность отряда увеличилась до 45 чел. (30 украинцев, 7 поляков, 5 русских и 3 белоруса).
В сентябре 1942 года партизаны отряда несколько раз вручную разбирали рельсы на железной дороге Ковель — Киев.
Осенью 1942 года отряд атаковал железнодорожную станцию Трояновка, здесь были уничтожены полицейский пост, смоловарня и организовано крушение эшелона с инженерно-саперным имуществом и продовольствием. Позднее отряд уничтожил полицейский гарнизон в Карасине.
В целом, в период до начала декабря 1942 года взрывами мин были организованы крушения трёх железнодорожных эшелонов.
В начале декабря 1942 года отряд Юзефа Собесяка установил связь, а 25 декабря 1942 года вошёл в состав партизанского соединения А. П. Бринского («дяди Пети»). В дальнейшем, отряд был переформирован — в составе отряда были образованы взводы.
Зимой 1943 года в деревне Колки возвращавшаяся в отряд после совершения диверсии на железной дороге диверсионная группа Г. Лукьянчука в составе пяти партизан была окружена немцами и полицией. Бой продолжался шесть часов, все пять партизан погибли.
В январе 1943 года один из помощников партизан, инженер Шевчук установил связь с комендантом полиции района — ранее преданно служивший гитлеровцам, после окружения немецких войск под Сталинградом тот начал интересоваться возможностью «искупить вину». В качестве аванса, полицейский (присутствовавший на совещании в Ровно, на котором под руководством Эриха Коха шло обсуждение запланированной на 15-25 января 1943 года карательной операции) сообщил точную дату и план проведения операции. В результате, партизаны отряда сумели разработать меры противодействия и выйти из окружения.
Также, связные партизанского отряда Собесяка сумели установить связь с действовавшей в Луцке подпольной организацией, которой руководил Винцент Окорский ("Шершень"). В дальнейшем, партизаны получали от подпольщиков помощь оружием, медикаментами и информацией.
Кроме того, в январе 1943 года Юзеф Собесяк привлёк к сотрудничеству управляющего немецким имением (поляка по национальности), имевшего обширные связи среди немецких военных и чиновников оккупационной администрации. Прибыв в имение в мундире капитана довоенной польской армии в сопровождении нескольких партизан-поляков в форме солдат довоенной польской армии, он уговорил управляющего достать для отряда «у немецких друзей из Ковеля» партию оружия и боеприпасов. В результате, управляющий сумел достать у немецких интендантов два десятка винтовок и несколько ящиков боеприпасов. Позднее, за 100 золотых рублей царской чеканки и пачку оккупационных марок партизаны купили через него несколько килограмм взрывчатки.
В октябре 1943 года отряд вошёл в состав Ровенского партизанского соединения В. А. Бегмы.

### Партизанская бригада
8 февраля 1944 года при расформировании советских партизанских соединений В. А. Бегмы, А. Н. Сабурова, М. Таратуто и И. Шилова из партизан-поляков была создана польская партизанская бригада «Грюнвальд».
Командиром бригады стал майор Юзеф Собесяк («Макс»), заместителем командира — поручник Тадеуш Рыковский, начальником штаба — поручник Михал Левецкий, интендантом — поручник Вацлав Добровольский. Формирование бригады проходило в Пшебраже, для подготовки младшего командного состава бригады здесь же была открыта подофицерская школа.
По состоянию на 14 марта 1944 года подготовка бригады была завершена, в ней насчитывалось 500 человек в составе трех батальонов. В дальнейшем бригада принимала участие в нескольких боевых столкновениях с украинскими националистами (в частности, 24 марта 1944 года в засаде, организованной на дороге из Оптовой к Конинску было разгромлено крупное соединение бандеровцев).
3 апреля 1944 года в СССР был создан Польский штаб партизанского движения. В распоряжение Польскому штабу партизанского движения были переданы все польские партизанские формирования, организованные и действовавшие на оккупированной территории СССР — в том числе, партизанская бригада «Грюнвальд». Замполитом был назначен капитан Юзеф Краковский.
25 июня 1944 года на территорию Польши была переброшена группа из 11 разведчиков, а 30 июня 1944 года в Келецком районе с девяти транспортных самолётов были сброшены с парашютами ещё 100 бойцов бригады, на вооружении которых помимо стрелкового оружия имелось 30 ручных пулемётов Дегтярева, 10 противотанковых ружей, шесть миномётов и тонна тротила.
Бригада получила приказ активизировать партизанскую борьбу против гитлеровцев на территории Польши и оказать помощь отрядам Армии Людовой. В дальнейшем, бригада вошла в состав Армии Людовой, её численность была увеличена за счёт притока добровольцев из числа местного населения и  активистов Батальонов Хлопских. Бригада действовала в квадрате Сташув — Лагув — Белины — Хмельник и вела разведку на территории Келецкого воеводства.
В августе 1944 года в районе селения Оцесенки (Сташувский повят Келецкого воеводства) партизаны бригады встретились с передовым отрядом наступавших советских войск (20 разведчиков под командованием майора Петрова), которым партизаны передали трёх ранее захваченных пленных (одного офицера и двух унтер-офицеров).
После этого бригада отправила по радио запрос о дальнейших действиях и получила приказ перейти через линию фронта, выйти на территорию Люблинского воеводства и прибыть в Люблин — в распоряжение командования Войска Польского.